# السرب الخامس عشر بعد المئة (القوة الجوية العراقية)

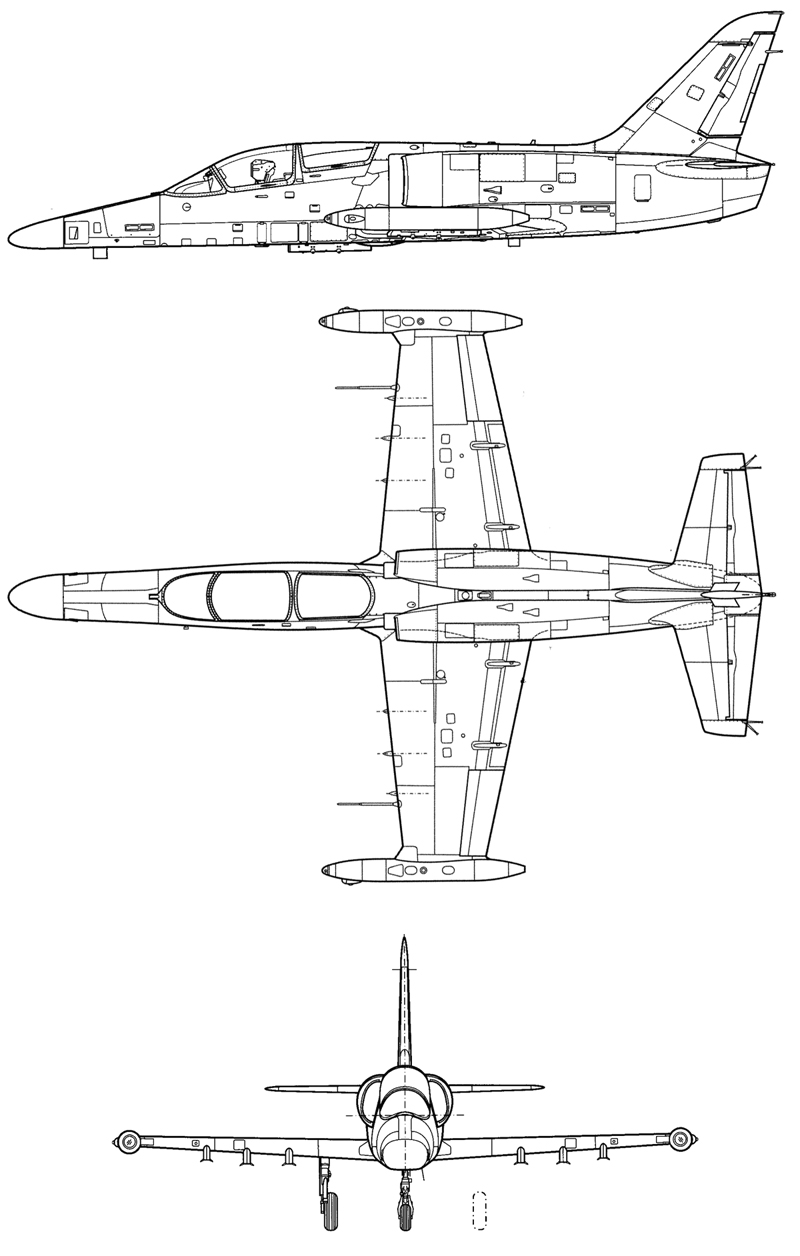
تصميم طائرة الكا159 التي تخدم في السرب الخامس عشر بعد المئة

السرب الخامس عشر بعد المئة هو أحد الأسراب التابعة إلى القوة الجوية العراقية ويكون مَقرة في قاعدة بلد الجوية، محافظة صلاح الدين، العراق ويحتوي هذا السرب على مقاتلات آيرو إل-159 ألكا